# غودفري راجيو
غودفري راجيو (بالإنجليزية: Godfrey Reggio؛ و. 29 مارس 1940) هو مخرج أميركي متخصص في أفلام وثائفية تجريبية.

## حياة
ولد راجيو في مدينة نيو أورلينز بولاية لويزيانا لعائلة قديمة ومميزة هناك انحدرت من رجل نبيل إيطالي استقر في فرنسا ثم في لويزيانا الفرنسية حوالي 1750. شارك في تأسيس «عيادة الشعب» (بالإسبانية: La Clinica de la Gente) وهي مؤسسة تقدم الرعاية الصحية لإثنا عشر ألف عضو من مجتمع سانتا فيه بولاية نيو ماكسيكو وشارك كذلك في تأسيس مؤسسة (الشعب بالإسبانية: La Gente) للتنظيم المجتمعي في مجتمعات شمال نيو ماكسيكو. وفي 1963 شارك في تأسيس مؤسسة «المواطنون الشباب لاتخاذ الإجراءات» وهي مؤسسة مجتمعية تدعم الشباب المتورطين في عصابات الشارع. وفي 1972 شارك في تأسيس «المعهد للتعليم الإقليمي في سانتا فيه» وهو مؤسسة غير ربحية تركز على تطوير الإعلام والفنون والتنظيم المجتمعي والبحث.
كان راجيو يشارك في حركات سياسية تقدمية في الولايات المتحدة، بما فيها الاتحاد الأمريكي للحريات المدنية، التي شارك في إحدى حملاتها المتعددة الوسائل المضادة لانتهاك الخصوصية واستعمال التقنية للتحكم في سلوك الناس.
يسكن راجيو في مدينة سانتا فيه بولاية نيومكسيكو.
يشتهر راجيو لسلسلتها «ثلاثية قاتسي» التي تشمل أفلام كويانسقاتسي وبوواقاتسي وناقويقاتسي. والأسماء لهذه الأفلام مأخوذة من اللغة الهوبية؛ «كويانسقاتسي» تعني «الحياة الخارجة عن التوازن» و«بوواقاتسي» تعني «الحياة في التحول» و«ناقويقاتسي» تعني «الحياة كالحرب». في 1995 أخرج فيلما قصيرا ألف موسيقاه التصويرية فيليب غلاس وهو مؤلف موسيقى أفلام ثلاثية قاتسي كذلك.
في سنة 2014، عقد المتحف للقنون والتصميم في مدينة نيويورك معرضا مكرسا لغودفري راجيو احتفالا بحياته الفنية تحت عنوان: الحياة مع التقنية: أفلام غودفري راجيو.

## أفلام
- Koyaanisqatsi (1982) a.k.a. Koyaanisqatsi: Life Out of Balance
- Powaqqatsi (1988) a.k.a. Powaqqatsi: Life in Transformation
- Songlines Segment: "Patricia's Park" (1989)
- Anima Mundi (1992) a.k.a. The Soul of the World
- Evidence (1995)
- Naqoyqatsi (2002) a.k.a. Naqoyqatsi: Life as War
- Visitors (2013)

## روابط خارجية
- موقع ثلاثية قاتسي الرسيم
- غودفري راجيو على موقع IMDb (الإنجليزية)
- غودفري راجيو على موقع روتن توميتوز (الإنجليزية)
- غودفري راجيو على موقع ألو سيني (الفرنسية)
- غودفري راجيو على موقع أول موفي (الإنجليزية)
- غودفري راجيو على موقع قاعدة بيانات الأفلام السويدية (السويدية)
- غودفري راجيو على موقع إن إن دي بي (الإنجليزية)
- غودفري راجيو على موقع ديسكوغز (الإنجليزية)
- غودفري راجيو على موقع قاعدة بيانات الفيلم (الإنجليزية)
- غودفري راجيو على موقع كينوبويسك (الروسية)